# ایشتوان سیووش (بازیکن واترپلو، زاده ۱۹۲۰)
ایشتوان سیووش (انگلیسی: István Szívós؛ ۲۰ اوت ۱۹۲۰ – ۲۲ ژوئن ۱۹۹۲) بازیکن واترپلو اهل مجارستان بود.
وی در مسابقات کشوری و بین‌المللی در مجموع برندهٔ ۳ مدال طلا، ۱ مدال نقره شده‌است.